# PontAuRail
PontAuRail est une association créée en 1995 afin de faire circuler des trains entre Pont-Audemer et Honfleur. Elle arrête son activité en 2005 et est liquidée en septembre 2006.

## Histoire
Créée en 1995 l'association comprend approximativement cinquante membres volontaires dont une vingtaine actifs. Une convention signée autorise PontAuRail à utiliser la ligne entre Pont-Audemer et Honfleur sur demande les samedis, dimanches et jours fériés. 
La trajet au long de la vallée de la Risle durait cinquante-cinq minutes, manœuvres incluses : la fermeture des passages à niveaux semi-automatiques et les manœuvres à Honfleur.
Le dernier voyage a lieu en juillet 2005, l'association à bout est dissoute et tous les matériels vendus.

## Ligne et gares

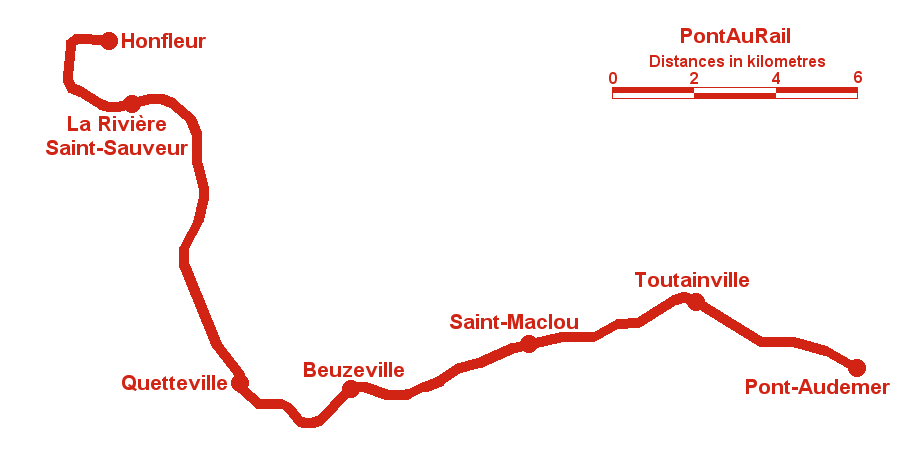
Plan de la ligne du PontAuRail.

Les gares fréquentées sont : Pont-Audemer, Toutainville, Saint-Maclou, Beuzeville (Eure), Quetteville, La Rivière Saint-Sauveur et Honfleur.

## Matériel roulant
PontauRail fait rouler deux automoteurs, le X2426 et le X4555.

### Autorail X2426
L'autorail X2426 est officiellement retiré de la circulation le 27 septembre 1987 à Limoges. Sauvé du ferrailleur, l'autorail est la propriété du train touristique du Cotentin jusqu'en 1995 quand il est acheté par le SIVOM Risle-Seine afin de mettre en place un service ferroviaire touristique entre Pont-Audemer et Honfleur. Il reste garé en gare de Carentan pendant un temps puis à Pont-Audemer où il fut vandalisé. L'autorail est restauré avec soin et repeint dans sa livrée d'origine. 
Le X2426 devient la propriété de PontAuRail à la suite du démantèlement du SIVOM[Quand ?]. Le X 2426, autorail emblématique de l'association, échappe de peu à la ferraille grâce à une autre association gérant des trains touristiques dans le Doubs : le Coni'fer.

### Automoteur X4555
Le X4555 a été construit en 1965 et placé à Lyon-Vaise le 10 novembre 1965. Il est ensuite muté à Nevers le 23 mai 1971 puis à Marseille le 9 juin 1971 et finalement à Longueau le 30 septembre 1982. Il est ensuite retiré de la circulation en septembre 2003. 
L'automoteur X4555 est confié à PontAuRail par la SNCF en 2004. Il circule en 2005 en remplacement du X2426 qui est moins puissant que le X4555. Le 22 août 2006, l'autorail X4555, propriété de la SNCF, confié par convention à l'association après près de 22 mois de démarches est rapatrié vers le dépôt de Sotteville-lès-Rouen. Il a passé 26 mois en gare de Pont-Audemer et participé au succès de deux saisons touristiques.